# Akademické mistrovství světa v lyžařském orientačním běhu 2016
1. Akademické mistrovství světa v lyžařském orientačním běhu proběhlo ve Rusku ve dnech 10. až 15. února 2016. Centrum závodů MS bylo v Tule.

## Účastníci
Mistrovství se zúčastnili sportovci ze 10 států:
- Bulharsko
- Česko
- Estonsko
- Finsko
- Japonsko
- Litva
- Norsko
- Rusko
- Slovensko
- Švédsko

## Program závodů
Program mistrovství světa:
| Den      | Závod                                      | Centrum závodu |
| -------- | ------------------------------------------ | -------------- |
| 10. únor | zahajovací ceremoniál                      |                |
| 11. únor | sprint                                     |                |
| 12. únor | stíhací závod (Pursuit)                    |                |
| 13. únor | volný den                                  |                |
| 14. únor | sprintové štafety (Sprint relay)           |                |
| 15. únor | krátká trať (Middle), závěrečný ceremoniál |                |